# ماركوس عباد
ماركوس عباد (بالإسبانية: Marcos Abad)‏ هو مدرب كرة قدم إسباني، ولد في 12 سبتمبر 1985 في ألكوي في إسبانيا.